# 가와시마 요시코
가와시마 요시코(일본어: 川島 芳子, 1907년 5월 24일 ~ 1948년 3월 25일)는 청나라 황족인 숙친왕(肅親王) 애신각라 선기(愛新覺羅善耆)의 14번째 딸로서, 청조부흥을 위해 일본에게 협력하다 제2차 세계 대전 이후 스파이 혐의로 처형된 인물이다. 만주어 이름은 아이신기오로 셴위(愛新覺羅顯玗)이고 자는 둥전(東珍), 중국식 이름은 진비후이(金璧輝)이다. 만주 양백기(鑲白旗) 출신으로, 일본인의 양녀로 들어가 일본식 교육을 받았고, 가와시마 요시코라는 이름으로 통용되며, 당시 '동양의 마타 하리'로 불리기도 했다고 한다.

## 생애

### 일본에서의 생활
청나라가 멸망을 하게 되자 숙친왕도 폐지가 되었고, 숙친왕은 청나라의 왕권을 부활시키기 위해서는 일본의 도움이 필요하다고 판단하게 된다. 그 이유로 14번째 딸이었던 금벽휘를 자신의 지인이었던 가와시마 나니와에게 금벽휘에게 일본에서 최고의 교육을 받게 하는 조건 하에 입양을 보내게 된다.
그녀가 18세가 되던 해에, 숙친왕이 사망한 이후 학교를 관두고 남장을 하기 시작하여 그 이후로 평생 남자의 모습으로 살게 되었다. 그런데 그녀가 남장을 하게 된 계기가 양아버지였던 가와시마 나니와가 그녀를 성추행 했고, 이에 대한 트라우마가 생겨 여성의 모습을 포기하게 되었다는 가설이 있다.

### 관동군 첩보원으로 활동
그녀가 관동군의 첩보원이 된 것은 1930년 상하이에서 우연히 어느 무관을 만나게 되었는데, 그는 관동군 참모소속 정보장교였다. 그는 그녀의 스파이로서의 기질을 알아차렸고, 그 때부터 관동군의 스파이가 되었다.
1932년 상하이에서 한 일본인 승려가 중국인에 의해서 사망했고, 이를 빌미로 전쟁을 일으켜 중국이 패배한 일이 있었는데, 이의 배후가 바로 금벽휘였다고 한다.

## 사후
1948년에 총살집행되어 죽은 가와시마 요시코의 죽음과 관련해서는 논란이 있었다. 처형된 직후부터 다른 사람이 대신 사형대의 이슬로 사라졌다는 소문이 끊임 없이 나돌었는데, 최근에 카와시마 요시코는 실제로 30년이나 더 생존했다는 주장이 제기되었다. 도쿄신문과 지지(時事) 통신, 산케이 신문 등 일본 언론은 중국 신문화보(新文化報)를 인용해 가와시마가 중국 지린(吉林)성 창춘(長春)에서 지난 1978년까지 살았다는 증언과 연구 결과가 나왔다고 전했다.

## 가와시마 요시코를 연기한 배우
- 2008년 TV아사히 《남장 여인 : 가와시마 요시코의 생애》- 쿠로키 메이사(젊은시절) , 마야 미키(중년시절)

## 같이 보기
- 만주국
- 일본 제국
- 관동군
- 한간
- 사사카와 료이치
  - 일본재단
- 기시 노부스케
- 유카와 하루나 - 자신의 정체성을 가와시마 요시코의 환생이라고 주장